# Electronic Sound
Electronic Sound — второй сольный альбом Джорджа Харрисона, вышедший в мае 1969 года. Стал вторым и последним альбомом, выпущенным на лейбле Zapple Records, затем прекратившим своё существование по настоянию менеджера The Beatles Аллена Клейна.

## Об альбоме
В диск вошли две композиции (по одной на каждую сторону пластинки), исполненные Харрисоном на синтезаторе Муга.
Отрывки белого шума из композиции «No Time or Space» впоследствии использовались в треке «I Remember Jeep» — одном из джем-сейшн, вошедших в альбом All Things Must Pass. Харрисон также был автором обложки Electronic Sound.
Так как проект был экспериментальным и совершенно некоммерческим, Electronic Sound не попал в британские чарты, а в Билборде поднялся лишь до 191-й позиции.
Музыкант Берни Краузе впоследствии подал на Харрисона в суд, объявив, что тот использовал в альбоме запись демонстрации игры на синтезаторе Муга в его исполнении. Краузе даже выпустил книгу «Into a Wild Sanctuary», повествующую об этом инциденте. Изначально, имя Краузе должно было значиться на обложке альбома наряду с именем Харрисона. Однако, по настоянию самого Краузе, этого не случилось.
CD-версия альбома вышла в 1996 году.

## Список композиций

### Сторона «А»
1. «Under the Mersey Wall» — 18:41 (записана в Англии в феврале 1969 года с участием сиамских близнецов Руперта и Джостика)

### Сторона «Б»
1. «No Time or Space» — 25:10 (записана в ноябре 1968 года при участии Берни Краузе)